# Хираи, Момо
Хираи Момо (яп. 平井 もも; род. 9 ноября 1996 года, более известная как Момо) — японская певица и танцовщица. Является главным танцором и саб-вокалисткой южнокорейской гёрл-группы Twice и саб юнита MiSaMo.

## Ранняя жизнь
Хираи Момо родилась 9 ноября 1996 года в Кётанабе, Япония. У неё есть старшая сестра. В JYP Entertainment о ней узнали благодаря видео, в котором она танцевала вместе со своей старшей сестрой. Им предложили пройти открытое прослушивание компании 13 апреля 2012 года, но на него пришла лишь Момо.

## Карьера

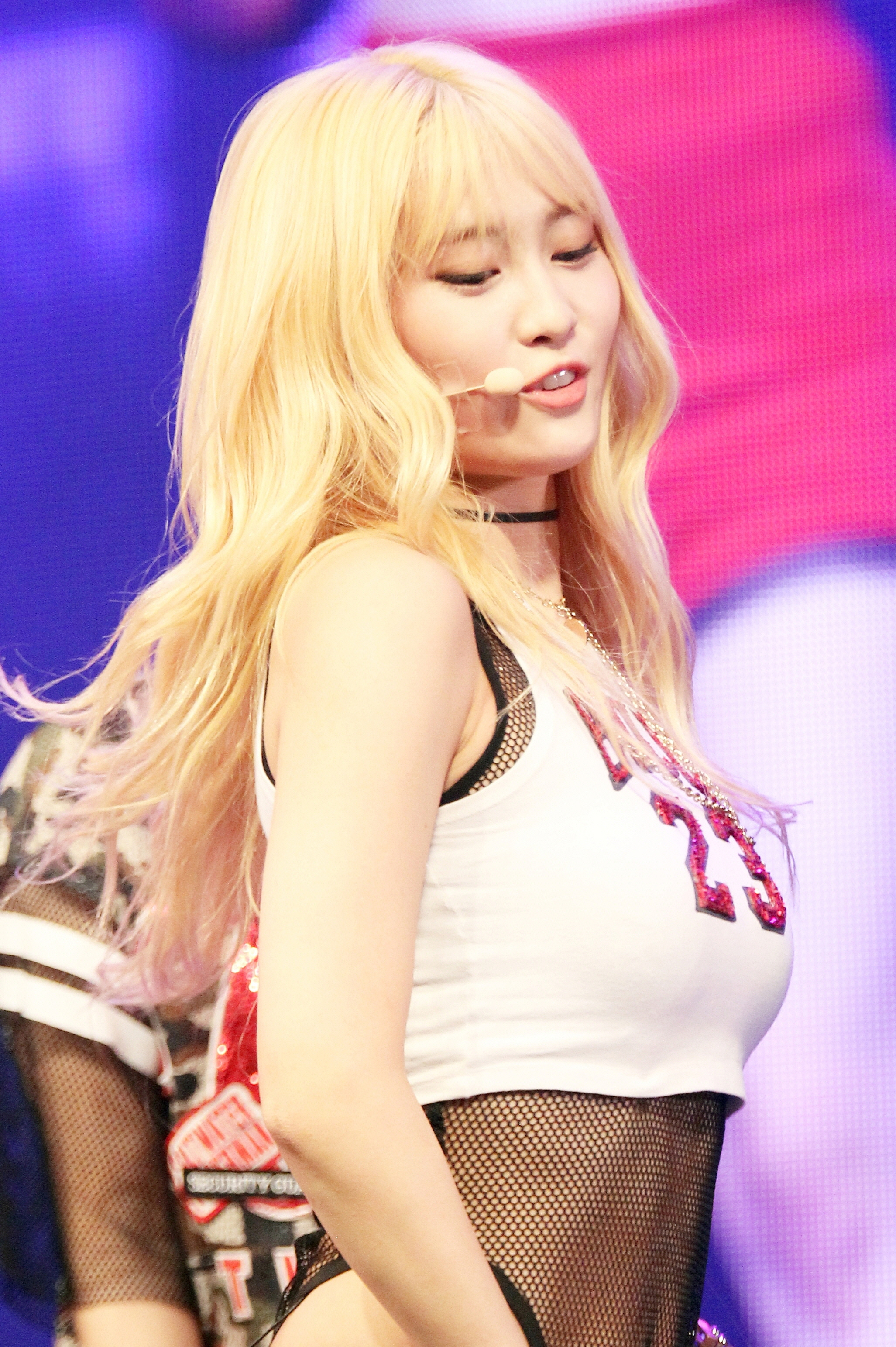
Момо на дебютном шоукейсе, октябрь 2015 года

В 2014 году Момо, будучи стажёром JYP, снялась в клипах «Stop Stop It» GOT7 и в японской версии клипа Джунхо из 2PM «Feel». В 2015 году также снялась в клипах «R.O.S.E» Уёна из 2PM и «Only You» miss A.
5 мая 2015 года началась трансляция реалити-шоу «Sixteen», по результатам которого Пак Чин Ён должен был сформировать новую женскую группу. Момо стала одной из конкурсанток, и на протяжении своего участия показывала отличные танцевальные способности, которые отличали её от остальных участниц, но вскоре была исключена. В финале шоу было объявлено, что в группе будет девять человек, а не семь, как планировалось, и одной из добавочных участниц стала Момо. Официальный дебют группы состоялся 20 октября с синглом «Like Ohh-Ahh» и мини-альбомом The Story Begins.
В июне 2016 года Момо стала одной из участниц танцевального шоу Hit The Stage, и по результатам голосования заняла пятое место. 19 ноября того же года состоялась премьера видеоклипа «Sweet Dream» Хичоля (Super Junior) и Мин Кун Хёна, где девушка исполнила главную роль.
В январе 2017 года Момо приняла участие в передаче Elementary School Teacher.

## Личная жизнь
2 января 2020 года Label SJ и JYP Entertainment подтвердили, что Момо в настоящее время встречается с Хичолем из Super Junior. 8 июля 2021 года было объявлено, что пара распалась из-за напряженного графика.

## Дискография

### Авторство в написании песен
| Год  | Артист | Песня                 | Альбом        | Ссылка |
| ---- | ------ | --------------------- | ------------- | ------ |
| 2018 | Twice  | «Shot Thru the Heart» | Summer Nights | [ 14 ] |
| 2019 | Twice  | «Hot»                 | Fancy You     | [ 15 ] |
| 2019 | Twice  | «Love Foolish»        | Feel Special  | [ 16 ] |
| 2019 | Twice  | «21:29»               | Feel Special  | [ 16 ] |
| 2022 | Twice  | «Celebrate»           | Celebrate     |        |
| 2023 | Twice  | «Funny Valentine»     | Masterpiece   |        |

## Фильмография

### Фильмы
| Год  |   | Русское название | Оригинальное название | Роль              |
| ---- | - | ---------------- | --------------------- | ----------------- |
| 2018 | ф | TWICELAND        | TWICELAND             | В роли самой себя |

### Реалити-шоу
| Год  | Название                             | Телеканал | Роль                    | Ссылка           |
| ---- | ------------------------------------ | --------- | ----------------------- | ---------------- |
| 2015 | Sixteen                              | Mnet      | Участница               | Шоу на выживание |
| 2016 | Зажги сцену                          | Mnet      | Участница (1-4 эпизоды) | [ 17 ]           |
| 2017 | Real Class — Elementary Kid Teachers | SBS TV    | Состав                  |                  |

### Организация мероприятий
| Год  | Название                  | Партнёры              | Телеканал | Ссылки |
| ---- | ------------------------- | --------------------- | --------- | ------ |
| 2016 | Suwon K-pop Super Concert | Хичоль, Чжоу Ми, Чэён | SBS MTV   | [ 18 ] |